# Shelagh Delaney
Shelagh Delaney (Broughton, Salford (Greater Manchester), 25 november 1938 - Suffolk, 20 november 2011) was een Britse schrijfster. Ze werd bekend door haar eerste toneelstuk dat ze schreef in 1958, toen ze pas 19 was: A Taste of Honey, dat in 1961 werd verfilmd.

## Biografie
Shelagh Delaney werd in 1938 in Broughton, een voorstad van Salford, geboren. Daar speelt zich ook het verhaal af van haar bekendste werk, A Taste of Honey, dat ze als 17-jarige begon te schrijven. Ze had de school verlaten en had allerlei baantjes, onder meer als verkoopster en ouvreuse. Het was aanvankelijk haar bedoeling een roman te schrijven, maar ze realiseerde zich dat ze daarvoor de nodige discipline niet kon opbrengen en maakte er een toneelstuk van. A Taste of Honey gaat over de hoop en dromen van een jonge, zwangere vrouw, Jo, in het rauwe Noord-Engelse arbeidersmilieu. Het was een baanbrekend en controversieel werk waarin verschillende sociale thema's zoals homoseksualiteit en racisme aan bod kwamen op een manier die toen zelden gezien was, omdat ze nog als een taboe beschouwd werden in het theater.
Mede dankzij de inzet van theaterregisseuse Joan Littlewood werd het stuk in 1958 in Oost-Londen en het volgende jaar in de Londense East End met succes opgevoerd. Delany werd er beroemd mee. In 1960 opende het stuk op Broadway in New York en speelde er bijna een jaar lang. Delaney verkocht de filmrechten voor een aanzienlijk bedrag en schreef samen met de regisseur Tony Richardson het scenario voor de verfilming, die in 1961 uitkwam met Rita Tushingham als Jo. De film won vier BAFTA awards, waaronder die voor beste Britse film.
A Taste of Honey was tevens inspiratie voor de song This Night Has Opened My Eyes van The Smiths. Morrissey gebruikte tekstfragmenten van Delaney in verschillende songs en haar foto staat op de hoes van de Smiths-single Girlfriend in a coma en hun compilatie-cd Louder than bombs.
Haar volgende toneelstuk, The Lion in Love uit 1960, kon de hoge verwachtingen niet inlossen die door haar baanbrekend debuut waren opgeroepen. In 1963 publiceerde ze  Sweetly Sings the Donkey, een bundel korte verhalen. Daarna schreef ze vooral scenario's voor televisie, hoorspelen en films, waaronder die voor Charlie Bubbles (1967) en Dance with a Stranger uit 1985, gebaseerd op het leven van Ruth Ellis, die laatste vrouw die in Engeland werd geëxecuteerd.
Shelagh Delaney stierf in 2011 aan kanker.